# Йондер Аксакал
Йондер Аксакал (на турски: Önder Aksakal) е турски политик, от 2015 г. е председател на Демократичната лява партия.

## Биография
Той е роден през 1960 г. в Анталия. Завършва основното и средното си образование в Айдън. През 1976 г. постъпва в строителния отдел на Държавната академия за инженерство и архитектура в Кония и извършва обществени и политически дейности за проблемите на страната. Арестуван е след преврата от 12 септември 1980 г. и остава в затвора 5 години.
След 15 години забрана за политическа дейност, през 1999 г. става член на Демократичната лява партия. През юли 2010 г. той е назначен за председател на Организационния комитет на партията. На извънредно Общо събрание, проведено на 13 декември 2015 г. е избран за председател на партията.